# ザ・チェイス (1946年の映画)
『ザ・チェイス』（原題：The Chase）は、1946年にアメリカ合衆国で公開された映画。
フィルム・ノワールの1つで、原作は1944年に発表されたコーネル・ウルリッチの『恐怖の黒い道』（The Black Path of Fear）。主演は、ロバート・カミングスが務めている。

## ストーリー
チャック・スコット（ロバート・カミングス）は第二次世界大戦の帰還兵で、奇妙な夢に苦しめられているマイアミの無一文の男。スコットは、表通りで札束の入った財布を見つけて、その中にあった名刺のエディ・ローマンのもとを訪れる。
財布には81ドルあったが、1ドルは食事に使ったと説明するスコット。エディ・ローマン（スティーブ・コクラン）は、裏社会のギャングのボスであったが、彼は恥ずかしがりで正直者のチャックに感心し、チャックを運転手に雇うことにした。その後チャックは、エディの右腕・ジーノ（ピーター・ローレ）と、エディの妻・ローナ（ミシェル・モルガン）と出会った。
エディは、妻のローナを部屋に閉じ込めて、毎晩鍵をかけて出かけていた。サディスティックで予測不可能な夫の影響下で生活していた彼女は、ある日、チャックに1,000ドルと引き換えにキューバへの脱出を手伝ってほしいと頼む。チャックも、ローナへの恋心から、キューバ行きの船舶のチケットを手配する。計画は成功し、横断中にチャックとローナは恋に落ちた。しかし、二人がハバナに到着すると、ローナが、突然何者かによってナイフで刺される事件が起こった。チャックは、ローナの体に刺さったナイフを取り上げるが、警察はチャックが、ナイフを購入していた事実を把握しており、チャックを殺人犯と睨んだ。チャックは自身の無実を証明できるのか・・・。

## キャスト
| 役名                   | 俳優                             |
| ---------------------- | -------------------------------- |
| チャック・スコット     | ロバート・カミングス             |
| ローナ・ローマン       | ミシェル・モルガン               |
| エディ・ローマン       | スティーブ・コクラン             |
| エメリッヒ・ジョンソン | ロイド・コリガン                 |
| デイビッドソン中佐     | ジャック・ホルト                 |
| ジーノ                 | ピーター・ローレ                 |
| ファッツ               | ドン・ウィルソン                 |
| アコスタ中尉           | アレクシス・ミノティス           |
| チン夫人               | ニーナ・コシェッツ               |
| ミッド・ナイト         | ヨランダ・ラッカ                 |
| 執事                   | ジェームズ・ウェスターフィールド |
| 殺人犯                 | ジミー・エイムズ                 |

## 批評
映画は1946年11月22日にアメリカの映画館で公開された。1947年には、フランスで開催された第2回カンヌ国際映画祭に出品された。

## DVD
この映画はパブリックドメインであるため、多くの規格外の公開が行われている。2012年、UCLAフィルム・アンド・テレビ・アーカイブによって復元され、アメリカではキノ・ローバーによって、DVDとブルーレイでリリースされた。カナダ人監督ガイ・マディンによるオーディオコメンタリーと、原作小説を基にした1940年代のラジオ翻案2本が収録されている。